# Iimuro Ryota
Ryota Iimuro (sinh ngày 29 tháng 9 năm 1982) là một cầu thủ bóng đá người Nhật Bản.

## Sự nghiệp câu lạc bộ
Ryota Iimuro đã từng chơi cho YSCC Yokohama và Arte Takasaki.